# Wild Things 2
Wild Things 2 es la secuela de Wild Things. Se estrenó directamente en vídeo en 2004, y tiene como protagonistas a Susan Ward, Leila Arcieri, Isaiah Washington, Michael Chieffo, y Linden Ashby.

## Argumento
Brittney Havers (Susan Ward), una estudiante de último año del instituto de Florida del Sur, vive con su rico padrastro, Niles Dunlap (Anthony John Denison), después de que su madre presuntamente fue devorada por caimanes tras un accidente de coche un año antes. Cuando Dunlap es asesinado en un accidente de avión privado, deja a Brittney un pequeño sueldo hasta que acabe los estudios, después del cual recibirá sólo $25,000 al año por el resto de su vida. El resto de los bienes de Dunlap, en total $70 millones, son para un fideicomiso corporativo, a no ser que un heredero de sangre pueda ser encontrado.
Una descarada y pobre compañera de clase de Brittney, Maya (Leila Arcieri), de repente reclama ser la hija ilegítima de Dunlap como resultado de una relación extramarital con su madre. Un juez le ordena que entregue una prueba de ADN, cuyo resultado prueba que es, efectivamente, hija de Dunlap. 
En la casa de Dunlap, Brittney escucha un ruido en la bodega de vino pero resultan ser ratas. De repente Maya aparece y se revela que las chicas son amantes antes de que se les una el Dr. Julian Haynes (Joe Michael Burke), quien había arreglado la prueba de ADN. El trío está confabulado, siendo todo una estafa para quedarse con la fortuna de Dunlap.
El investigador de seguros Terence Bridge (Isaiah Washington), investigando las circunstancias del accidente de avión, descubre en los registros médicos de Dunlap que tuvo fiebre escarlata de niño, y uno de los efectos de esa enfermedad puede ser la esterilidad, y pregunta al Dr. Haynes cómo Dunlap podría haber sido padre de una niña. El Dr. Haynes se pone nervioso ya que el plan se desmorona, y contacta con Maya. Queda en encontrarse con ella y con Brittney esa noche en los muelles, donde Maya le dispara. Las dos chicas colocan su cuerpo en Gator Alley.
Después de que Bridge descubre que todo el asunto fue planeado, aparece en la casa de Dunlap y reclama la mitad del dinero a cambio de no ir a la policía. Brittney, rechazando dar nada del dinero, consigue una pistola y apunta a Bridge, pero en cambio mata a Maya. Le dice a Bridge que tiene que ganarse su mitad. Carga el cuerpo de Maya al baúl de su coche y él y Brittney conducen para deshacerse de él. 
Cuando se detienen en un semáforo, Brittney se baja del coche y se aleja, mientras un coche de la policía se detiene detrás de ellos. Bridge arranca el coche cuando la luz del semáforo se pone verde y el coche de policía le toca la bocina para que se mueva. Brittney hace una denuncia anónima diciendo que Bridge tiene en el maletero del coche el cuerpo de una chica. Es rápidamente arrestado y encarcelado. Una filmación de la cámara de seguridad de la casa de Dunlap muestra a Bridge pidiendo la mitad del dinero de la herencia a Brittney y a Maya.
Más tarde, Brittney vuela en un avión privado con el muy vivo Dunlap, quien había fingido su propia muerte para evitar su procesamiento por malversación de millones de dólares de fondos de la empresa para pagar sus deudas de juego, y también para evitar al jugador cubano a quien aún le debe millones. Brittney y Dunlap se disponen a desaparecer juntos, pero Brittney empuja a Dunlap del avión para que muera. A continuación, aterriza de forma segura en el pantano, donde su madre (Kathy Neff), también viva, la espera en un barco.
Se revela que Brittney y su madre planearon todo, incluyendo las muertes de los co-conspiradores de Brittney , para robar la fortuna de Dunlap, y se relajan tomando el sol en una isla tropical. Brittney baja las escaleras de su villa con vistas al océano con dos bebidas y entrega una a su madre. Cuando Brittney mira intensamente, su madre bebe un sorbo y dice que la bebida está fuerte. Brittney responde "les hacen fuertes aquí, no?", con una sonrisa torcida, implicando que pudo haber envenenado la bebida.

## Reparto
- Susan Ward es Brittney Havers.
- Leila Arcieri es Maya King.
- Isaiah Washington es Terence Bridge.
- Tony Denison es Niles Dunlap.
- Linden Ashby es el Detective Michael Morrison.
- Joe Michael Burke es Julian Haynes.
- Katie Stuart es Shannon.